# 默尔特河畔蒂亚维尔
默爾特河畔蒂亚维尔（法語：Thiaville-sur-Meurthe，法語發音：[tjavil syʁ mœʁt]）是法国默尔特-摩泽尔省的一个市镇，位于该省东南部，和孚日省接壤，属于吕内维尔区。

## 地理
默尔特河畔蒂亚维尔（48°24'45"N, 6°48'30"E）面积4.47 平方千米，位于法国大東部大區默尔特-摩泽尔省，该省份为法国东北部内陆省份，是洛林的一部分，北邻比利时、卢森堡，北起顺时针与摩泽尔省、下莱茵省、孚日省和默兹省接壤。
与默尔特河畔蒂亚维尔接壤的市镇（或旧市镇、城区）包括：拉翁莱塔普、圣巴尔布、贝尔特里尚、拉沙佩勒。

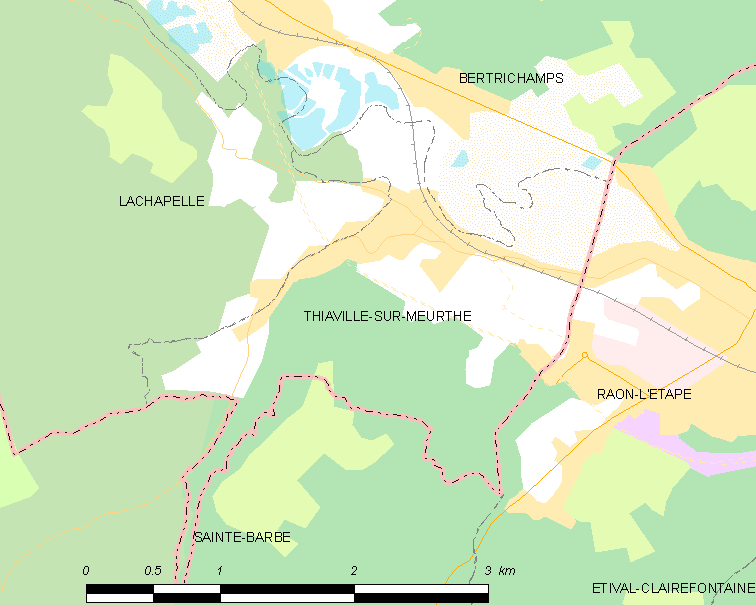
默尔特河畔蒂亚维尔的OSM定位图

默尔特河畔蒂亚维尔的时区为UTC+01:00、UTC+02:00（夏令时）。

## 行政
默尔特河畔蒂亚维尔的邮政编码为54120，INSEE市镇编码为54519。

## 政治
默尔特河畔蒂亚维尔所属的省级选区为巴卡拉县。

## 人口

1962-2008年间默尔特河畔蒂亚维尔人口变化图示

默尔特河畔蒂亚维尔于2022年1月1日时的人口数量为595人。